# Torsten Frings
Torsten Frings (* 22. November 1976 in Würselen) ist ein ehemaliger deutscher Fußballspieler und heutiger -trainer.

## Leben
Torsten Frings wurde als Sohn von Dieter und Adelheid Frings in Würselen geboren und wuchs mit fünf Geschwistern (seine Brüder Christian und Michael spielten beim SSG Zopp) in Alsdorf auf. Seine schulische Ausbildung beendete er mit der Fachhochschulreife. Frings lernte 1994 seine langjährige Partnerin kennen, die er vier Jahre später heiratete und mit der er zwei Töchter (* 2001 und * 2003) hat. Im Jahr 2009 endete die Beziehung nach 15 Jahren. Mit seiner neuen Lebensgefährtin, die er 2019 heiratete, hat Torsten Frings zwei Söhne.

## Karriere als Spieler

### Vereinskarriere
Vom sechsten bis zum vierzehnten Lebensjahr spielte Frings unweit seines Geburtsortes zunächst für den Jugendverein Rot-Weiß Alsdorf, später für Rhenania Alsdorf.

#### Alemannia Aachen
Im Anschluss wechselte er zu Alemannia Aachen, woraufhin er den Sprung in die erste Mannschaft – diese spielte zu diesem Zeitpunkt unter Gerd vom Bruch in der 3. Liga (Fußball-Regionalliga West/Südwest) – schaffte. Sein erstes Spiel für die Alemannia bestritt er am 8. Oktober 1994, als er in der 58. Spielminute für Angelo Nijskens eingewechselt wurde.
In dieser Spielzeit wurde er sechsmal eingesetzt. In der Saison 1995/96 erzielte er beim 2:2 gegen den FC Gütersloh am 20. August 1995 sein erstes Tor. Bei der 4:5-Niederlage am 12. Mai 1996 gegen den SC Verl erzielte Frings alle vier Tore für die Aachener. In der Spielzeit 1996/97 etablierte sich Frings als etatmäßiger Stürmer und wurde in allen Hinrundenspielen eingesetzt, erzielte aber nur ein Tor. Nach 57 Einsätzen in der Regionalliga und 13 Treffern verabschiedete Frings sich vom Amateurfußball.

#### Werder Bremen
Im Januar 1997 wechselte er für eine Ablöse von 100.000 DM zum Bundesligisten Werder Bremen. Sein Profidebüt absolvierte Frings am 15. Februar 1997, dem 18. Spieltag, beim 1:0-Erfolg gegen den SC Freiburg, als er in der 77. Spielminute für Christian Brand eingewechselt wurde. Am 11. März 1997 gegen den FC St. Pauli ließ Hans-Jürgen Dörner Frings das erste Mal von Beginn an auflaufen, ersetzte ihn aber in der 72. Spielminute durch Andree Wiedener.
Das erste Spiel über die volle Distanz absolvierte Frings am 21. März 1997 bei der 0:2-Heimspielniederlage gegen MSV Duisburg. In seiner ersten Spielzeit für Werder Bremen wurde er 15-mal eingesetzt. Sein erstes Bundesligator erzielte Frings in der Spielzeit 1997/98 am 29. November 1997 beim 2:2-Unentschieden gegen den VfB Stuttgart zum 1:0. Seinen ersten Einsatz im DFB-Pokal hatte Frings in der ersten Runde am 14. August 1997 gegen Rot-Weiß Oberhausen.
Auf internationaler Bühne wurde Torsten Frings das erste Mal beim UI-Cup-Spiel am 5. Juli 1998 gegen FK Inkaras Kaunas eingesetzt und erzielte dabei auch sein erstes internationales Tor. Seinen wichtigsten Treffer in dieser Spielzeit markierte er im Final-Rückspiel gegen FK Vojvodina Novi Sad zum 1:0-Sieg. Damit qualifizierte sich Werder Bremen für den UEFA-Pokal 1998/99. Bei der 0:2-Niederlage gegen Brann Bergen in der ersten Runde des UEFA-Pokals absolvierte Frings sein erstes Spiel für diesen Pokal, schied aber in der zweiten Runde mit seinem Team gegen Olympique Marseille aus.
Sein erstes Tor im DFB-Pokal erzielte Frings am 29. August 1998 gegen Bayer 04 Leverkusen zum zwischenzeitlichen 1:1, das dann noch 1:2 n. V. gewonnen wurde. Seinen einzigen Doppelpack erzielte Frings im Achtelfinale am 28. Oktober 1998 gegen Fortuna Düsseldorf, als er zum 1:0 und 3:1 traf, wobei das Spiel mit 3:2 gewonnen wurde. Das Finale wurde am 12. Juni 1999 gegen FC Bayern München mit 6:5 n. E. gewonnen und bedeutete den ersten Erfolg in seiner noch jungen Karriere und die direkte Qualifikation für den UEFA-Pokal 1999/2000, da man in der Liga nur 13. geworden war.
In der Saison 1999/2000 etablierte sich Frings als Stammspieler im Sturm. Am 9. April 2000, dem 28. Spieltag der Fußball-Bundesliga, erzielte Torsten Frings seinen ersten Doppelpack beim 3:1-Sieg gegen Arminia Bielefeld. Bei Werder Bremen reifte Frings zum Nationalspieler; wichtig dafür war vor allem der Positionswechsel vom Sturm ins defensive Mittelfeld. Seinen zweiten Doppelpack erzielte er am 27. April 2002 gegen FC St. Pauli – einer der Treffer bedeutete den Sieg mit 3:2 Toren.
Nach 162 Bundesligaspielen und 15 Treffern für Werder Bremen wechselte Frings zur Spielzeit 2002/03 für 8,5 Millionen Euro zum damaligen deutschen Meister Borussia Dortmund.
Während seiner Zeit bei Bremen erhielt er seinen Spitznamen „Lutscher“.

#### Borussia Dortmund
Sein erstes Spiel für Dortmund bestritt er bei der 1:2-Niederlage im DFL-Ligapokal am 30. Juli 2002 gegen Hertha BSC, als er in der 46. Spielminute für Christoph Metzelder eingewechselt wurde. Am 9. August 2002 lief Frings das erste Mal für den BVB in einem Punktspiel auf und erzielte sein erstes Bundesligator für die Westfalen, im DFB-Pokal wurde er von Trainer Matthias Sammer gegen den SV Concordia Ihrhove am 31. August 2002 eingesetzt.
Sein Debüt in der UEFA Champions League hatte Torsten Frings am 17. September 2002 bei der 2:0-Niederlage gegen den FC Arsenal. Das erste Tor in diesem Wettbewerb erzielte er am 26. November 2002 zum zwischenzeitlichen 1:1-Ausgleich beim 2:1-Sieg gegen Lokomotive Moskau. Am 21. Spieltag erzielte er seinen einzigen Doppelpack für die Borussia beim 4:1-Sieg gegen VfL Bochum am 15. Februar 2003.
Am 16. Juli 2003 erlitt Frings im Ligapokal-Spiel gegen den VfL Bochum einen Kreuzbandriss im linken Knie und verpasste dadurch die komplette Hinrunde der Saison 2003/04. Sein Bundesliga-Comeback gab er am 30. Januar 2004 beim Revierderby gegen den FC Schalke 04. Nach 47 Einsätzen, zehn Treffern und neun Torvorlagen wechselte Torsten Frings für 9,25 Millionen Euro zum damaligen Vizemeister FC Bayern München.

#### FC Bayern München
In der Spielzeit 2004/05 etablierte sich Frings unter Felix Magath, der in Bremen schon sein Trainer gewesen war, direkt als Stammspieler. Seinen ersten Einsatz in der Bundesliga für die Münchner hatte er am 7. August 2004 beim 2:0-Sieg gegen den Hamburger SV am 1. Spieltag. Den ersten Treffer für den Verein erzielte er am 25. September gegen den SC Freiburg, zur 2:1-Halbzeitführung, beim 3:1-Sieg. Mit den Münchnern erreichte er das Viertelfinale der UEFA Champions League.
Nachdem Torsten Frings mit dem FC Bayern schon frühzeitig die Meisterschaft hatte feiern können, trafen sie am 28. Mai 2005 im DFB-Pokal-Finale auf den Vizemeister FC Schalke 04. Dabei lief er das letzte Mal für die Bayern auf, als er in der 82. Spielminute für Zé Roberto eingewechselt wurde und mit dem 2:1-Sieg das Double feiern konnte.

#### Rückkehr nach Bremen

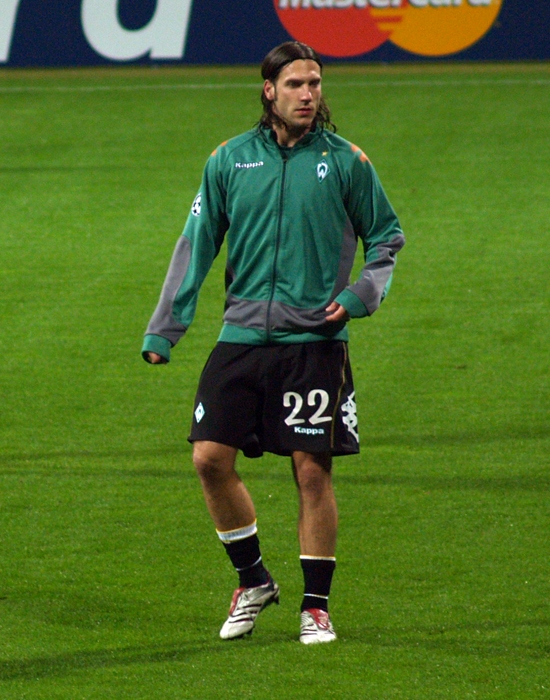
Torsten Frings vor dem Spiel Werder Bremen gegen Levski Sofia 2006

Zur Saison 2005/06 kehrte er für 5 Millionen Euro zurück an die Weser und avancierte bei Werder Bremen gemeinsam mit Kapitän Frank Baumann, Per Mertesacker und Diego zum Führungsspieler. Am 9. Mai 2007 gab Werder bekannt, dass Frings ein Angebot von Juventus Turin ausgeschlagen und seinen bis 2009 laufenden Vertrag in Bremen vorzeitig um zwei Jahre bis 2011 verlängert habe.
Am 24. Juli 2007 verletzte sich Torsten Frings in einem Testspiel gegen den SC Paderborn 07 ohne Einwirkung des Gegners und zog sich eine leichte Schädigung des Innen- sowie des Kreuzbandes im rechten Knie zu. Sein Comeback gab er am 3. Oktober 2007 im Champions-League-Spiel gegen Olympiakos Piräus. Am 27. Oktober 2007 brach die Verletzung im Bundesliga-Spiel gegen den FC Schalke 04 wieder auf, so dass Frings für den Rest der Hinrunde ausfiel. Am 22. Januar 2008 zog er sich im Training einen erneuten Innenbandriss am bereits lädierten Knie zu und musste erneut eine längere Zeit pausieren, bis er am 23. März 2008 gegen Arminia Bielefeld wieder fit war.
Im Jahr 2009 gewann Frings erneut den DFB-Pokal mit Werder Bremen und erreichte zudem das Endspiel im UEFA-Pokal 2008/09 in Istanbul, das jedoch gegen Schachtar Donezk mit 1:2 n. V. verloren wurde. Nach dem Karriereende des damaligen Kapitäns Frank Baumann wurde der bisherige Vizekapitän zur Saison 2009/10 zum Spielführer seiner Mannschaft ernannt. Neuer Vizekapitän wurde Per Mertesacker.
Am 16. Mai 2011 gab die sportliche Leitung von Werder Bremen bekannt, dass Frings im kommenden Jahr nicht mehr zum Kader der Grün-Weißen gehören werde. Am 14. Mai 2011, dem 34. Spieltag, erzielte Frings in seinem letzten Bundesligaspiel bei der 3:2-Niederlage gegen den 1. FC Kaiserslautern sein letztes Tor für Werder Bremen. Am 26. Mai 2011 bestritt er sein letztes Spiel für Werder Bremen.

#### FC Toronto
In der Sommerpause 2011 verpflichtete der kanadische Erstligist FC Toronto, bei dem Jürgen Klinsmann zu dieser Zeit als Berater tätig war, Frings. Sein Debüt in der Eastern Conference gab er am 20. Juli 2011 (5. Spieltag) bei der 0:1-Niederlage im Heimspiel gegen den FC Dallas. Im November 2011 kehrte er zu Werder Bremen zurück, um sich in der Pause der MLS in der A-Jugend des Bundesligisten fitzuhalten. Auf internationaler Ebene nahm er mit seinem Verein an der CONCACAF Champions League der Saison 2011/12 teil und erreichte das Halbfinale. In diesem schied Toronto nach 1:1 und 2:6 gegen Santos Laguna aus. Frings entwickelte sich durch seine wachsenden starken Leistungen zum Mannschaftskapitän und Publikumsliebling.
Am 23. Mai 2012 gewann Frings mit Toronto die als Mini-Turnier mit vier Teilnehmern veranstaltete kanadische Meisterschaft und qualifizierte sich somit für die CONCACAF Champions League 2012/13. Toronto setzte sich nach Hin- und Rückspiel (1:1 und 1:0) gegen die Vancouver Whitecaps durch, schied in der Champions League aber schon in der Gruppenphase aus.
In der Saison 2012 der US-amerikanisch-kanadischen Major League Soccer, die nicht mit der bescheiden organisierten kanadischen Meisterschaft in Zusammenhang steht, stand Frings seinem Verein nur bis zum 26. Spieltag zur Verfügung, da er sich eine Hüftverletzung zugezogen hatte. Am 26. Februar 2013 beendete Frings seine Karriere.

### Nationalmannschaft
Sein Debüt in der A-Nationalmannschaft gab Frings am 27. Februar 2001 in Paris bei der 0:1-Niederlage im Test-Länderspiel gegen Frankreich. Beim Konföderationen-Pokal 2005 trug Frings zum zweiten Mal die Spielführerbinde, nachdem Bernd Schneider (Vertreter für Michael Ballack) ausgewechselt wurde.
Bei der Weltmeisterschaft 2002 absolvierte er alle Spiele; einschließlich des mit 0:2 gegen Brasilien verlorenen Finales.
Bei der Europameisterschaft 2004 in Portugal bestritt Frings alle drei Gruppenspiele (über 90 Minuten) und erzielte im ersten, beim 1:1-Unentschieden gegen die Niederlande, das 1:0.
Im Eröffnungsspiel der Weltmeisterschaft 2006 erzielte er in der 87. Minute aus knapp 30 Metern das Tor zum 4:2-Endstand gegen Costa Rica.
Nach dem Viertelfinalspiel, das gegen Argentinien mit 4:2 i. E. gewonnen wurde, kam es am Spielfeldrand zu einem größeren Handgemenge zwischen Spielern und Betreuern beider Mannschaften. Frings führte dabei einen Schlag gegen den Argentinier Julio Cruz aus und wurde deshalb von der FIFA für das Halbfinale gegen Italien gesperrt. Außerdem wurde er zu 5000 SFR Geldstrafe und einem weiteren Spiel Sperre, das für ein halbes Jahr auf Bewährung ausgesetzt wurde, verurteilt. Das Urteil ist trotz einer auf Fernsehbildern erkennbaren Handbewegung zum Gesicht von Cruz umstritten, zum einen weil Cruz gegenüber einer Zeitung erklärt hatte, gar keinen Schlag bemerkt zu haben, zum anderen weil Frings nicht von argentinischer Seite angezeigt wurde, sondern italienische Medien die Sache ins Rollen brachten, nachdem die FIFA zunächst die Ermittlungen gegen deutsche Spieler eingestellt hatte. Frings selbst äußerte sich wie folgt: „Das ist alles Politik. Die Argentinier attackieren uns, ich wehre mich, Italiener regen sich auf. Da wollte die FIFA mit dieser Sperre nur zeigen, dass Deutschland bei der WM im eigenen Land nicht bevorzugt behandelt wird.“ Mit Ausnahme der Halbfinalbegegnung gegen Italien bestritt Frings alle Begegnungen von Beginn an.
Für die Europameisterschaft 2008 in Österreich und in der Schweiz von Nationaltrainer Joachim Löw nominiert, absolvierte Frings alle drei Gruppenspiele, ehe er sich im letzten Spiel der Vorrunde eine Rippenverletzung zuzog und im Viertelfinale gegen Portugal pausieren musste.
Mit dem Verlust seines Stammplatzes nach der Europameisterschaft kam er lediglich am 11. Oktober 2008 im Qualifikationsspiel zur Weltmeisterschaft 2010 beim 2:1-Sieg über Russland zum Einsatz. Die Nichtberücksichtigung gegen Wales vier Tage später und die daraus resultierende, durch Ballack, einen guten Freund Frings’, ausgelöste Diskussion hinsichtlich der Kritik an Bundestrainer Löw im Umgang mit verdienten Spielern, wurde erst im November in einer Aussprache der drei Betroffenen ausgeräumt. Sein letztes Länderspiel bestritt Frings am 11. Februar 2009 bei der 0:1-Niederlage gegen Norwegen, da er am 20. Januar 2010 von Bundestrainer Löw erfuhr, dass er in den Planungen für die WM 2010 keine Berücksichtigung mehr findet.

### Abschiedsspiel
Am 7. September 2013 bestritt Frings im ausverkauften Weserstadion vor 42.300 Zuschauern sein Abschiedsspiel. Die Werder Allstars besiegten Torsten & Friends mit 8:7. Torsten Frings erzielte dabei für jede Mannschaft je ein Tor. Unter dem Trainer Thomas Schaaf liefen für die Werder Allstars u. a. Tim Wiese, Dieter Eilts, Ivan Klasnić, Aílton, Diego, Naldo, Oliver Reck und Johan Micoud auf. In der Mannschaft Torsten & Friends spielten neben seinen beiden Brüdern Michael und Christian u. a. Michael Ballack, Mark van Bommel, Oliver Neuville, Bernd Schneider und Michael Schumacher.

### Position
Vor seinem ersten Wechsel zu Werder Bremen war Torsten Frings ein Stürmer. Im Laufe der Zeit und unter verschiedenen Trainern entwickelte er sich immer mehr zum Allrounder. So wurde er auch zeitweise als rechter Außenverteidiger oder im Mittelfeld eingesetzt. Unter Thomas Schaaf wurde er zu einer festen Größe des Werderaner Mittelfelds. Bis zum Ausscheiden Frank Baumanns aus dem Profifußball 2009 agierte Frings zumeist auf der halbrechten Position, danach übernahm er die Position des zentralen defensiven Mittelfeldspielers von Baumann und stand somit als letzter Mittelfeldspieler vor der Abwehrkette.
In der Nationalmannschaft agierte er unter Jürgen Klinsmann gemeinsam mit Michael Ballack im zentralen defensiven Mittelfeld. Bei der WM 2002 setzte Rudi Völler ihn als rechten Außenverteidiger ein.

## Karriere als Trainer

### Anfänge als Co-Trainer
Zur Saison 2013/14 kehrte Frings an seine alte Wirkungsstätte zurück und übernahm das Amt des Co-Trainers von Viktor Skripnik beim Regionalligisten Werder Bremen II. Nach der Entlassung von Robin Dutt wurde Skripnik Cheftrainer der Bundesligamannschaft. Frings blieb auch in dieser Funktion sein Co-Trainer. Am 31. März 2015 erwarb er die Fußballlehrerlizenz.
Im Zuge der am 18. September 2016 erfolgten Entlassung von Cheftrainer Victor Skripnik wurden auch die Co-Trainer Florian Kohfeldt und Torsten Frings von Werder Bremen freigestellt.

### Erster Cheftrainerposten in Darmstadt
Im Januar 2017 übernahm Frings – rund dreieinhalb Monate nach seiner Entlassung als Co-Trainer in Bremen – das nach 16 Spieltagen auf dem letzten Tabellenplatz stehende Bundesligateam des SV Darmstadt 98 als Cheftrainer vom Interimstrainer Ramon Berndroth, der das Team nach der Entlassung von Norbert Meier für drei Spiele übernommen hatte. Er erhielt einen bis zum 30. Juni 2018 laufenden Vertrag. Die Verpflichtung von Frings änderte jedoch nichts mehr daran, dass die Mannschaft am Saisonende in die 2. Bundesliga abstieg. Nach einem gelungenen Saisonauftakt in der 2. Liga 2017, bei dem Darmstadt 98 zeitweise Platz 2 der Tabelle belegte, wurde sein Vertrag vorzeitig bis Juni 2020 verlängert. Nach einer sich daran anschließenden Serie von 11 sieglosen Spielen und dem damit verbundenen Abrutschen auf den Relegationsplatz der Tabelle wurde Frings am 8. Dezember 2017 als Trainer freigestellt.

### Frings als Cheftrainer in Meppen
Zur Saison 2020/21 übernahm Frings das Amt des Cheftrainers beim SV Meppen als Nachfolger von Christian Neidhart. Der Vorjahressiebte verlor unter seinem neuen Trainer 17 von 31 Ligaspielen und befand sich die meiste Zeit im Abstiegskampf. Nach zuletzt sechs Zählern aus sieben Partien trennte sich der SV Meppen von Frings im Anschluss an den 31. Spieltag.

## Erfolge als Spieler
Werder Bremen
- Intertoto-Cup-Sieger 1998
- DFB-Pokal-Sieger 1999, 2009
- DFB-Pokalfinalist 2000, 2010
- Ligapokal-Sieger 2006
- UEFA-Pokal-Finalist 2009 (1:2 n. V. gegen Schachtar Donezk)

FC Bayern München
- Ligapokal-Sieger 2004
- Deutscher Meister 2005
- DFB-Pokal-Sieger 2005

FC Toronto
- CONCACAF Champions League Halbfinale 2012
- Kanadischer Meister 2012

Nationalmannschaft
- Zweiter der Weltmeisterschaft 2002
- Dritter beim Confed-Cup 2005
- Dritter der Weltmeisterschaft 2006
- Zweiter der Europameisterschaft 2008

Auszeichnungen
- Silbernes Lorbeerblatt als Teil des Aufgebots der Weltmeisterschaft 2006
- Einstufung als Weltklasse in der Rangliste des deutschen Fußballs: Sommer 2006

## Trivia
Der Breaking Bad-Charakter Gustavo Fring ist nach Angaben von George Mastras, einem der Autoren der US-Serie, nach Frings benannt.